# Carol Reardon
Carol Reardon (* um 1951) ist eine US-amerikanische Militärhistorikerin und Professorin an der Pennsylvania State University.

## Leben
Reardon studierte zunächst Biologie am Allegheny College mit dem Bachelor-Abschluss 1974 und dann Geschichte an der University of South Carolina mit dem Master-Abschluss 1980; sie wurde 1987 an der University of Kentucky in Geschichte promoviert. Danach arbeitete sie im Projekt der Herausgabe der Schriften von Henry Clay an der University of Kentucky, war ab 1989 Visiting Assistant Professor an der University of Georgia in Athens und ab 1991 Assistant Professor an der Penn State University, an der sie 1996 Associate Professor und 2006 Professor für Militärgeschichte wurde. Seit 2010 ist sie dort George Winfree Professor für amerikanische Geschichte.
1993/94 war sie Inhaberin des Harold Keith Johnson Chair of Military History am U.S. Army Military History Institute und 2011/12 am Army War College in Carlisle Barracks in Pennsylvania. Von 1997 bis 2004 unterrichtete sie zusätzlich am Marine Corps Command and Staff College in Quantico und 1999/2000 war sie Gastprofessor an der United States Military Academy in West Point. Seit 1999 ist sie Scholar in Residence am George and Ann Richards Civil War Era Center der Penn State.
Sie befasst sich insbesondere mit dem Bürgerkrieg und verfasste ein Buch über den entscheidenden Angriff von George Pickett (Picketts Charge) in der Schlacht von Gettysburg, wobei sie unterschiedliche Erinnerungen, Verzerrungen und Verfälschungen in den Berichten der Nord- und Südstaatler beleuchtete. Außerdem befasst sie sich mit dem Vietnamkrieg (wobei sie in einer Studie über eine Marine-Spezialeinheit in Vietnam 1972 auch die Verbindungen zu deren Familien in den USA einbezog), dem Einfluss von Militärgeschichte in der Offiziersausbildung in den USA und dem Verhältnis von Erinnerung und Geschichte an den Bürgerkrieg.
Reardon führt regelmäßig Military Staff Rides (Exkursionen in Form von Vorlesungen vor Ort für Militärschulen) auf die Schlachtfelder des Bürgerkriegs. Sie war von 2005 bis 2009 Präsidentin der Society for Military History. 2009 erhielt sie den Victor Gondos Award der Society for Military History.

## Schriften (Auswahl)
- Launch and intruders. A naval attack squadron in the Vietnam war 1972, University Press of Kansas 2005, Paperback 2009
- Pickett’s Charge in history and memory, University of North Carolina Press 1997, Paperback 2002 (das Buch gewann den Forrest C. Pogue Preis und den Philip S. Klein Preis)
- „I’ve been solder all my life“. General James Longstreet, CSA, Farnsworth House Impressions 1997
- Herausgeberin mit Melba Porter Hay: The Papers of Henry Clay, Band 10, University Press of Kentucky 1991
- Soldiers and Scholars: The US Army and the uses of military history, 1865–1920, University Press of Kansas 1990 (Modern War Studies)
- William T. Sherman in Post-war Georgia’s collective memory, 1864–1914, in: Joan Waugh, Gary W. Gallagher (Hrsg.), Wars within a war: Controversy and conflict over the American Civil War, University of North Carolina Press 2009, 223–248
- The american civil war, in James C. Bradford (Hrsg.) Oxford Atlas of American Military History, 2003